# 埃克利
埃克利（法語：Écly，法語發音：[ekli]）是法国大東部大區阿登省的一个市镇，属于勒泰勒区。

## 地理
埃克利（49°32'39"N, 4°17'20"E）面积9.36 平方千米，位于法国大東部大區阿登省，该省份为法国北部内陆省份，西接埃纳省，南至马恩省，东临默兹省，北与比利时接壤。
与埃克利接壤的市镇（或旧市镇、城区）包括：阿尔尼库尔、巴尔比、波尔西安堡、欧特维尔、伊诺蒙、松村。

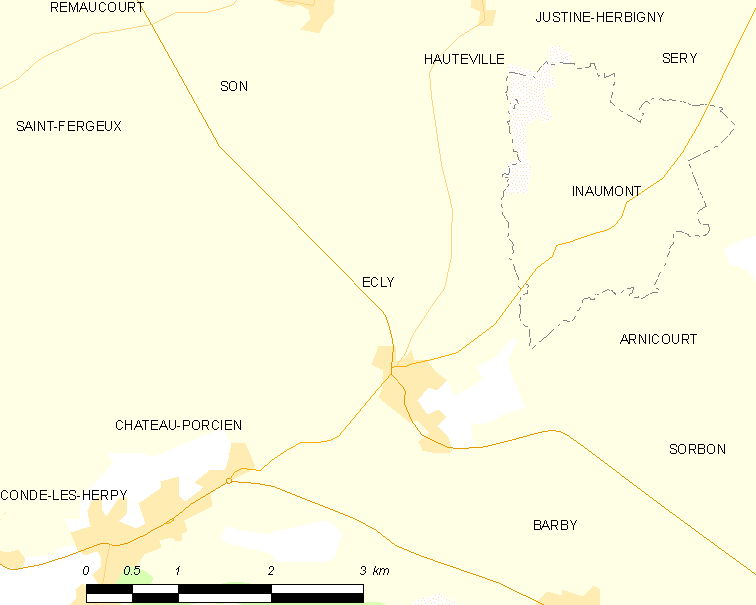
埃克利的OSM定位图

埃克利的时区为UTC+01:00、UTC+02:00（夏令时）。

## 行政
埃克利的邮政编码为08300，INSEE市镇编码为08150。

## 政治
埃克利所属的省级选区为波尔西安堡县。

## 人口

1962-2008年间埃克利人口变化图示

埃克利于2022年1月1日时的人口数量为169人。